# Drapetis convergens
Drapetis convergens är en tvåvingeart som beskrevs av Collin 1926. Drapetis convergens ingår i släktet Drapetis och familjen puckeldansflugor. Inga underarter finns listade i Catalogue of Life.